# Nonnus
Nonnus is een geslacht van insecten uit de orde vliesvleugeligen (Hymenoptera) en de familie Ichneumonidae.

## Soorten
- N. antennatus Cresson, 1874
- N. atratus Cresson, 1874
- N. bicolor (Schmiedeknecht, 1908)
- N. brethesi Townes, 1966
- N. hastulatus (Brues & Richardson, 1913)
- N. lucidus (Szepligeti, 1916)
- N. luctuosus (Schmiedeknecht, 1908)
- N. minor (Szepligeti, 1916)
- N. niger (Brulle, 1846)
- N. nigrans (Brues & Richardson, 1913)
- N. nigriceps (Szepligeti, 1916)
- N. punctulatus (Szepligeti, 1916)
- N. ruficoxa (Szepligeti, 1916)
- N. rufithorax (Szepligeti, 1916)
- N. rufus (Schmiedeknecht, 1908)
- N. tegularis (Szepligeti, 1916)
- N. thoracicus (Brulle, 1846)
- N. tornator (Fabricius, 1804)